# 1982 na ciência

## Eventos
- Inicia-se a comercialização do AutoCAD.
- Inicia-se o trabalho no tropix.
- Fundação da Compaq Computer Corporation.
- Peter Armbruster e Gottfried Münzenberg, do GSI, sintetizam o elemento químico meitnério[1].

## Mortes
| Data           | Nome                            | Profissão                                     | Nacionalidade                    | Observações                                           | Ref   |
| -------------- | ------------------------------- | --------------------------------------------- | -------------------------------- | ----------------------------------------------------- | ----- |
| 24 de janeiro  | Karol Borsuk                    | matemático                                    | Polónia                          | n. 1905                                               |       |
| 6 de março     | Ayn Rand                        | escritora e filósofa objectivista             | União Soviética / Estados Unidos | n. 1905                                               |       |
| 28 de março    | William Francis Giauque         | químico                                       | Canadá                           | n. 1895 Nobel da Química 1949                         | [ 2 ] |
| 24 de abril    | Sérgio Buarque de Holanda       | historiador e crítico literário               | Brasil                           | n. 1902                                               |       |
| 29 de abril    | Raúl Adolfo Ringuelet           | naturalista e zoólogo                         | Argentina                        | n. 1914                                               |       |
| 24 de maio     | Nelson Chaves                   | médico cientista                              | Brasil                           | n. 1906                                               |       |
| 19 de julho    | Hugh Everett III                | físico                                        | Estados Unidos                   | n. 1930                                               |       |
| 11 de agosto   | Luís Antônio de Carvalho Ferraz | militar, engenheiro, hidrógrafo e oceanógrafo | Brasil                           | n. 1940                                               |       |
| 23 de agosto   | Stanford Moore                  | químico                                       | Estados Unidos                   | n. 1913 Nobel da Química 1972                         | [ 2 ] |
| 1 de setembro  | Ludwig Bieberbach               | matemático                                    | Alemanha                         | n. 1886                                               |       |
| 1 de setembro  | Haskell Curry                   | matemático                                    | Estados Unidos                   | n. 1900                                               |       |
| 16 de outubro  | Hans Selye                      | endocrinologista                              | Áustria-Hungria                  | n. 1907                                               |       |
| 16 de outubro  | Nikolai Efimov                  | matemático                                    | União Soviética                  | n. 1910 Medalha Lobachevsky 1951                      |       |
| 31 de outubro  | Manuel Valadares                | físico                                        | Portugal                         | n. 1904                                               |       |
| 15 de novembro | Carlos de Paula Couto           | paleontólogo                                  | Brasil                           | n. 1910                                               |       |
| 7 de dezembro  | George Kistiakowsky             | físico-químico                                | União Soviética                  | n. 1900                                               |       |
| 30 de dezembro | Philip Hall                     | matemático                                    | Reino Unido                      | n. 1904 Medalha De Morgan 1965 Medalha Sylvester 1961 |       |
| 31 de dezembro | Kurt Otto Friedrichs            | matemático                                    | Alemanha / Estados Unidos        | n. 1901                                               |       |

## Prémios

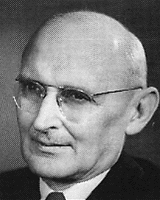
Friedrich Traugott Wahlen

### Medalha Albert Einstein
- Friedrich Traugott Wahlen[3]

### Medalha Arthur L. Day
- Eugene Shoemaker[4]

### Medalha Bruce
- E. Margaret Burbidge[5]

### Medalha Copley
- Peter Mitchell[6]

### Medalha Davy
- Michael James Steuart Dewar[7]

### Medalha Fields
- Alain Connes[8], William Thurston[8] e Shing-Tung Yau[8]

### Medalha Guy
- prata - H.P. Wynn[9]
- bronze - S.J. Pocock[10]

### Medalha Hughes
- Drummond Matthews[11] e Frederick Vine[11]

### Medalha Lorentz
- Anatole Abragam[12]

### Medalha de Ouro Lomonossov
- Dorothy Crowfoot Hodgkin[13] e Yulii Borisovich Khariton[13]

### Medalha de Ouro da Royal Astronomical Society
- Riccardo Giacconi[14] e Harrie Massey[14]

### Medalha Penrose
- Aaron C. Waters[15]

### Medalha Real
- César Milstein[16], William Hawthorne[16] e Richard Henry Dalitz[16]

### Medalha Rumford
- Charles Gorrie Wynne[17]

### Prémio Ferreira da Silva
- Jorge Carreira Gonçalves Calado[18]

### Prémio Nobel
- Física - Kenneth Wilson[19].
- Química - Aaron Klug[2].

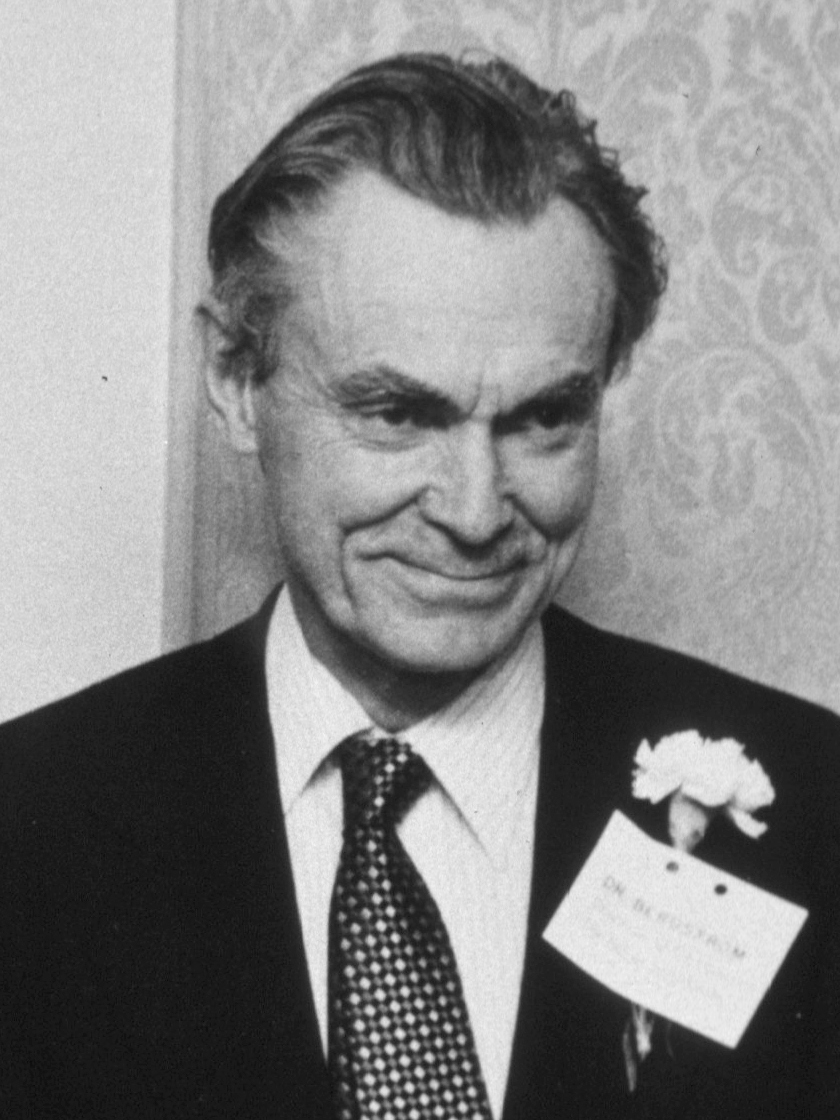
Sune Bergström

- Medicina - Sune Bergström[20], Bengt Samuelsson[20], John Vane[20].
- Economia - George Joseph Stigler[21].

### Prémio Turing
- Stephen Cook[22]

### Prémio Wolf de Química
- John Charles Polanyi[23] e George C. Pimentel[23]